# Антун Аугустинчич
Антун Аугустинчич (4 май 1900 - 10 май 1979) е хърватски скулптор, професор, академик.
Представител е на монументалната скулптура. Отличава се със силно чувство за хармония на формите.
През 1918 г. започва да учи в Академията за изящни изкуства в Загреб. По-късно учи в Академията за изящни изкуства в Париж.
Творбите му са представяни на изложби в Барселона през 1929 г., Лондон и Белград през 1930 г.

## Творчество
- „Паметник на Червената армия“, 1945 – 1947 г.
- „Конникът“, 1952 – 1954 г. (пред сградата на ООН, Ню Йорк)
- „Паметник на освободителите на Ниш“, 1937 г.

## Галерия
- Скръб, паметник върху семейната гробница на Вайда, в гробището Мирогой в Загреб, 1930
- Голата Мая, Даруварски бани
- Паметник на освободителите на Ниш, 1937
- Паметник на Йозеф Пилсудски в Катовице, Полша, 1936–39
- Паметник Победа в мемориала в Батина, 1947
- Паметник на Йосип Броз Тито в Кумровец, 1948